# Japonská společnost profesionálních fotografů
Japonská společnost profesionálních fotografů je organizace fotografů se sídlem v Tokiu založená v roce 1950. Jako zkratka se používá „JPS“.

## Historie
Byla vytvořena spojením tří dřívějších organizací, ne starších než dva roky: Seinen Hódó Šašin Kenkjúkai (青年報道写真研究会), Seinen Šašinka Kjókai (青年写真噶卟dan似) a Šašinka Šúdan (噶協伆家集団, Sdružení fotografů),
Organizace existuje, aby udržovala profesionální standardy a chránila zájmy profesionálních fotografů. Sponzoruje také výstavy zajímavé pro širokou veřejnost a od roku 2005 i fotografickou cenu Jónosuka Natoriho pro fotografy do 30 let. Současný prezident JPS (2007) je Takejoši Tanuma.

## Významní členové
- Takaši Amano
- Ihei Kimura, bývalý předseda společnosti
- Susumu Macušima (čestný člen)
- Tojoko Tokiwa, autor Kiken no Adabana